# ماري مولفيل
ماري مولفيل (بالإنجليزية: Mary Mulvihill)‏ (1 سبتمبر 1959 – 11 حزيران 2015)، عالمة ومقدمة برامج تلفزيونية وإذاعية أيرلندية، إضافة لكونها مؤلفة وتربوية. أنشأت المرأة في التكنولوجيا والعلوم وكانت أول رئيس لها. تعتبر رائدة في اتصالات العلوم في جزيرة أيرلندا.
اعتبرت إحدى أول 100 امرأة في قائمة العلوم والتكنولوجيا في «جمهورية السيليكون».

## نشأتها
درست ماري مولفيل في كلية الثالوث في دبلن، وتخرجت منها عام 1981 بشهادة في علم الوراثة. ثم التحقت بجامعة ترينتي لإكمال دراسة الماجستير عام 1982. حتى عام 1987، عملت كباحثة في هيئة تطوير الزراعة والغذاء. ثم التحقت بجامعة مدينة دبلن لدراسة الصحافة وحصلت منها على دبلوم عام 1988.

## المهنة
عملت ماري مولفيل لحسابها الخاص ككاتبة ومذيعة وتطوير المصادر على الإنترنت عن أيرلندا المبتكرة. عملت أيضاً في المجلس الأيرلندي لأخلاقيات البيولوجيا، وعضو في مجلس رابطة التراث الصناعي في أيرلندا.

## وصلات خارجية
- أيرلندا المبتكرة
- نساء في التكنولوجيا والعلوم